# Confessione (religione)
In diverse religioni, la confessione è una pratica che consiste nel riconoscimento dei propri peccati o errori. Essa avviene in modo diverso a seconda della tradizione religiosa. Nella religione cattolica è un sacramento e viene chiamata penitenza o riconciliazione.

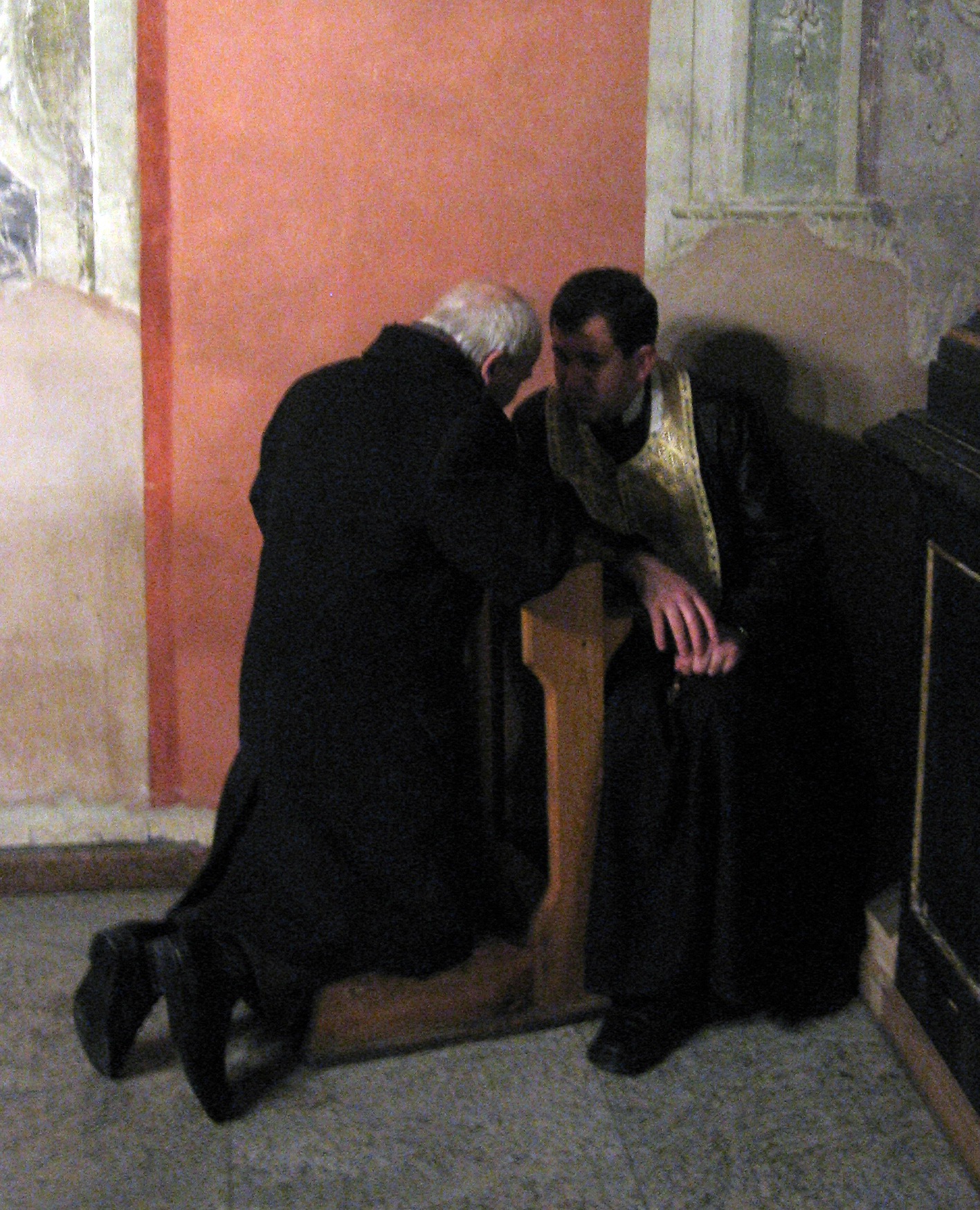
Un penitente confessa i propri peccati ad un sacerdote in una chiesa di Leopoli.

## Religioni abramitiche

### Ebraismo
Nell'ebraismo la modalità di riconoscimento ed espiazione dei propri peccati è chiamata teshuvah. La confessione (detta viddui o viduy) è una fase di questo processo e consiste nella recitazione a bassa voce di una formula, seguita dall'elenco dei peccati commessi. 
La confessione dei peccati contro Dio e contro sé stessi deve essere fatta in privato, mentre per i peccati commessi contro gli altri è necessario chiedere il perdono alle persone offese; se il perdono viene rifiutato, la confessione va fatta pubblicamente. 
La confessione è ritenuta necessaria per l'espiazione dei peccati perché permette di prendere coscienza dei propri errori e di assumersene la responsabilità senza cercare scuse; essa tuttavia non comporta di per sé il perdono immediato, ma fa parte di un processo in cui ci si impegna a correggere le conseguenze dei peccati commessi e a prevenire in futuro trasgressioni simili. 
La confessione assume una particolare rilevanza nell'ambito della festa dello Yom Kippur.

### Cristianesimo

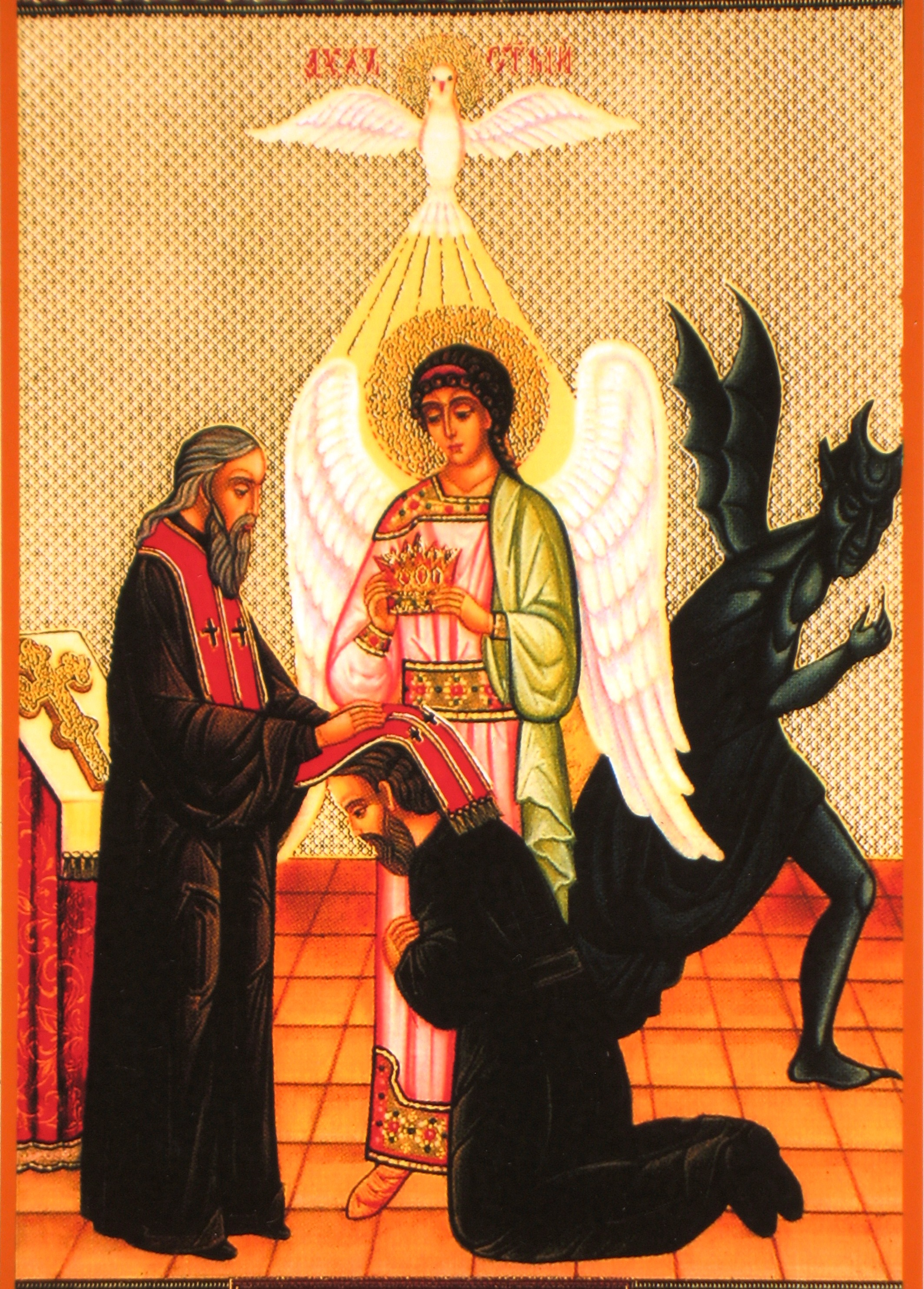
Icona ortodossa che raffigura il sacramento della confessione

Nella Chiesa cattolica e nelle Chiese ortodosse è presente la confessione individuale sotto forma di sacramento. Anche tra gli anglicani e i luterani è prevista anche la confessione individuale, che viene amministrata a richiesta del fedele, ma è praticata meno frequentemente rispetto ai cattolici.
La maggior parte delle chiese protestanti non prevede invece una confessione individuale, ma una preghiera collettiva durante il rito domenicale.

### Islam
Nella religione islamica, l'atto con cui si chiede a Dio perdono per i propri peccati è chiamato Istighfar. Dato che nell'islam non esistono sacerdozio né sacramenti, la confessione dei propri peccati è fatta direttamente a Dio; se si è offesa un'altra persona, è necessario chiedere perdono alla vittima.
Il peccatore, dopo avere preso coscienza del proprio errore, deve attuare il pentimento offrendo preghiere a Dio ed effettuando un'azione di riparazione che possa essere accettata da Dio come espiazione del danno provocato.

## Buddhismo
Nel buddhismo theravada la confessione è prevista nell'ambito delle comunità monastiche e viene praticata due volte al mese. Dopo un discorso introduttivo, il priore del monastero legge le regole stabilite dalla Patimokkha; il monaco che ha trasgredito qualcuno dei precetti deve fare la confessione. 
Per le piccole trasgressioni è sufficiente confessarsi con un altro monaco e non sono previste penitenze; per le violazioni più gravi la confessione deve essere pubblica e si applicano le penitenze previste dalla Patimokkha, che possono arrivare alla sospensione del monaco e addirittura all'espulsione dalla comunità nei casi di omicidio e furto. 
Dato che il buddhismo non concepisce un Dio personale, la confessione non si prefigge lo scopo di ottenere il perdono e l'assoluzione del peccato, ma di prendere coscienza del proprio errore in modo da correggere il proprio comportamento.

## Confucianesimo
Il confucianesimo raccomandava di effettuare in privato un esame giornaliero delle proprie azioni per verificare se si fosse fatto in pubblico qualcosa di sbagliato, in modo da potere correggere il proprio comportamento e non ricadere più nell'errore. 
In seguito il neoconfucianesimo ha introdotto la confessione delle proprie cattive azioni direttamente al Cielo.

## Taoismo
Il taoismo religioso prevede nei monasteri la celebrazione di cerimonie chiamate chai, in cui si espiano le trasgressioni morali attraverso il digiuno e la confessione comune. Le cerimonie variano a seconda della corrente religiosa, ma in genere prevedono, dopo la lettura dell'elenco dei peccati da parte del direttore della cerimonia, la recitazione dei voti di penitenza e della richiesta di remissione dei peccati. Durante le celebrazioni dei riti penitenziali è consentito il consumo di un solo pasto al giorno. Le cerimonie del chai durano in genere almeno tre giorni; anche i laici possono prendervi parte, limitando la partecipazione a un solo giorno.

## Induismo
L'induismo è basato sul concetto di karma, pertanto non è prevista una confessione dei peccati allo scopo di ottenerne l'assoluzione e il perdono. Le colpe più gravi (come ad esempio l'uccisione di una vacca, animale sacro) vengono riferite a un brahmano per poter effettuare un sacrificio espiatorio.

## Bahaismo
Nella religione bahai il perdono va richiesto direttamente a Dio, che è l'unico a poter perdonare. La confessione dei peccati a un altro essere umano non è permessa, perché non garantisce il perdono di Dio e comporta per il penitente un'umiliazione inutile.